# Endless Sorrow
Endless sorrow é o 21º single da cantora Ayumi Hamasaki, lançado dia 16 de maio de 2001. A música foi usada como tema do dorama "Mukashi no Otoko"[carece de fontes?] e como tema de uma comercia para a marca de cosméticos "Kose Visee". O single estreou em 1º lugar na Oricon e ficou por 11 semanas, Vendendo 768 510 cópias e foi o décimo quarto single mais vendido de 2001 e foi certificado 3X platina pela RIAJ.

## Faixas
| N.º | Título                                       | Duração |  |
| 1.  | "Endless sorrow (Original Mix)"              | 5:29    |  |
| 2.  | "vogue (Kirari Natsu Ayu Mix)"               | 4:46    |  |
| 3.  | "Endless sorrow (Natural Green Dub Mix)"     | 4:06    |  |
| 4.  | "Endless sorrow (Nicely Nice Skyblue remix)" | 5:10    |  |
| 5.  | "Never Ever (Dub's Uncategorized Mix 001)"   | 6:37    |  |
| 6.  | "Endless sorrow (Ram's Advance Mix)"         | 7:40    |  |
| 7.  | "Endless sorrow (Brent Mini's gothic mix)"   | 4:53    |  |
| 8.  | "Endless sorrow (Liquid Heart Mix)"          | 5:28    |  |
| 9.  | "Endless sorrow (Juicy Ariyama Mix)"         | 5:03    |  |
| 10. | "Endless sorrow (Instrumental)"              | 5:26    |  |

## Oricon & Vendas
| Parada                           | Posição | Total de Vendas | Semanas |
| -------------------------------- | ------- | --------------- | ------- |
| Oricon Parada Diária de Singles  | 1       |                 | 11      |
| Oricon Parada Semanal de Singles | 1       | 430 220         | 11      |
| Oricon Parada Anual de Singles   | 14      | 768 510         | 11      |